# エディット・ハンナム
エディット・マーガレット・ブッチャー・ハンナム（英語: Edith Margaret Boucher Hannam, 1878年11月28日 - 1951年1月16日）は、イングランド・ブリストル出身の女子テニス選手。1912年のストックホルム五輪で実施されたテニスの「室内競技」で、女子シングルス・混合ダブルスの金メダルを獲得した選手である。ウィンブルドン選手権ではタイトルを取れなかったが、1914年に女子ダブルス準優勝があった。

## 来歴
1912年のストックホルム五輪では、テニス競技は通常の屋外競技に加えて「室内競技」（オリンピック記録では“Indoor Courts”と記載）の2種類が実施された。エディット・ハンナムが女子シングルスと混合ダブルスの金メダルを獲得したのは「室内競技」部門である。女子シングルス決勝では、ハンナムはデンマーク代表のソフィー・カステンショルドを 6-4, 6-3 で破って優勝した。混合ダブルスではチャールズ・ディクソン（1873年 - 1939年）とペアを組み、同じイギリスのハーバート・ローパー・バレット＆ヘレン・エッチソン組に 4-6, 6-3, 6-2 の逆転勝利を収めた。屋外競技と室内競技の出場選手を見比べると、男女シングルス、男子・混合ダブルスのいずれの部門でも、ハンナムを含めたイギリスの代表選手たちはスウェーデン開催の屋外競技にはエントリーせず、すべて室内競技に出場を絞ったことが分かる。この変則的な方式の大会では、屋外競技は女子シングルス12名、混合ダブルス13組で優勝を争ったのに対して、室内競技は女子シングルス10名、混合ダブルス10組の戦いであった。室内競技は前回の1908年ロンドン五輪でも実施されたが、ロンドンとストックホルムの2大会のみで廃止された。
ウィンブルドン選手権でのハンナムは、シングルスではオリンピックの前年にあたる1911年に「チャレンジ・ラウンド」（挑戦者決定戦）の決勝進出が自己最高成績であった。ハンナムはチャレンジ・ラウンド決勝でドラ・ブースビーに 2-6, 5-7 のストレートで敗れ、大会前年度優勝者ドロテア・ダグラス・チェンバースとの「オールカマーズ・ファイナル」に進めなかった。1914年、ハンナムはエセル・トムソン・ラーコムと組んで女子ダブルス決勝に進出したが、エリザベス・ライアン＆アグネス・モートン組に 1-6, 3-6 で敗れた。
ハンナムは夫の仕事の関係で、一時期カナダに住んだことがあるが、カナダからイギリスに帰国した後、オリンピックの室内競技金メダルやウィンブルドン選手権で活躍した。彼女の夫は、1916年に第1次世界大戦で戦死している。ハンナムは1951年1月16日、ロンドンのケンジントンにて72歳で逝去した。